# Bahnhof Nürnberg-Sandreuth
Der Haltepunkt Nürnberg-Sandreuth ist ein S-Bahn-Haltepunkt in Nürnberg, liegt an der Bahnstrecke Nürnberg–Roth und befindet sich im Westen der Stadt im Stadtteil Sandreuth an der Überführung über den Südring (B 4 R). Er verfügt über einen 145 m langen und 96 cm hohen Seitenbahnsteig. Der Haltepunkt wird von der S-Bahn-Linie S 2 (Roth – Nürnberg – Hartmannshof) bedient und ist mit der Stadtbuslinie 65 verknüpft. Für Pendler stehen 18 Fahrradstellplätze zur Verfügung.

## Geschichte
Die Eröffnung des Haltepunkts unter dem Namen Schweinau fand am 1. Oktober 1894 mit der Aufnahme des Vorortverkehrs Richtung Schwabach durch die Königlich Bayerischen Staatseisenbahnen statt. Zur Unterscheidung gegenüber der gleichnamigen Station an der Bahnstrecke Nürnberg–Crailsheim erfolgte am 15. Mai 1935 die Umbenennung in Nürnberg-Sandreuth. Im Zuge der Bauarbeiten für die dritte Nürnberger S-Bahnlinie wurde der Haltepunkt barrierefrei ausgebaut und am 9. Juni 2001, mit Eröffnung der S-Bahn-Linie Nürnberg – Roth, wieder für den Verkehr freigegeben.

## Verbindungsübersicht
| Linie | Strecke | Taktfrequenz                                                                                                  |
| ----- | --- | --- |
| S2    | Roth – Büchenbach – Rednitzhembach – Schwabach – Schwabach-Limbach – Katzwang – Reichelsdorfer Keller – Nürnberg-Reichelsdorf – Nürnberg-Eibach – Nürnberg-Sandreuth – Nürnberg-Steinbühl – Nürnberg Hbf – Nürnberg-Dürrenhof – Nürnberg Ostring – Nürnberg-Mögeldorf – Nürnberg-Rehhof – Nürnberg-Laufamholz – Schwaig – Röthenbach (Pegnitz) – Röthenbach-Steinberg – Röthenbach-Seespitze – Lauf West – Lauf (links Pegnitz) – Ottensoos – Henfenfeld – Hersbruck (links Pegnitz) – Happurg – Pommelsbrunn – Hartmannshof Stand: Fahrplanwechsel Dezember 2023 | 20/40 min (Roth–Schwabach) 20 min (Schwabach–Lauf) 20/40 min (Lauf–Hersbruck) 60 min (Hersbruck–Hartmannshof) |

## Bilder

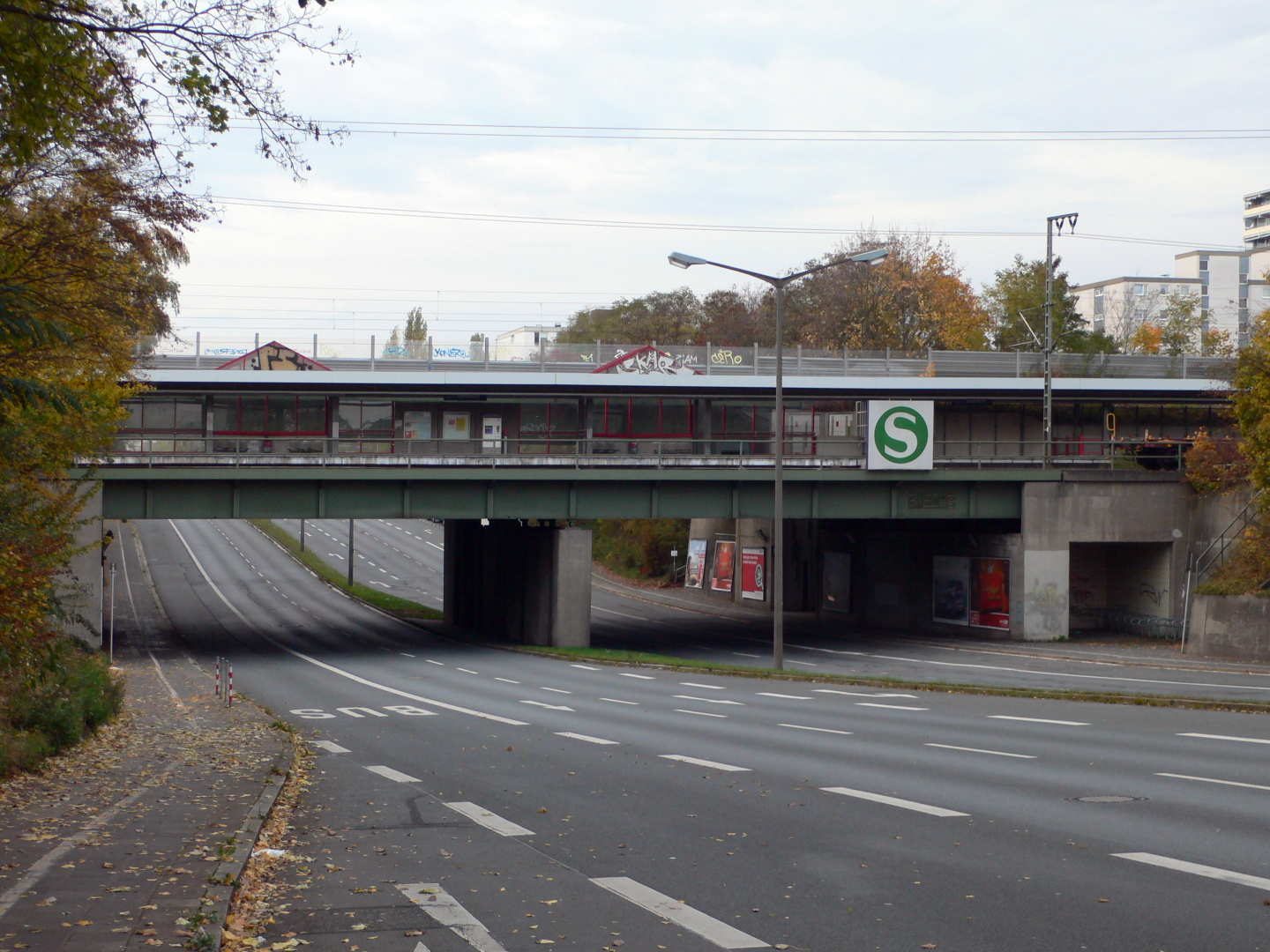
Bahnhof über dem Südring